# Commodore 64 Games System
Commodore 64 Games System（コモドール64 ゲームズシステム、C64GS）は、1990年にコモドール社がヨーロッパで発売したゲーム機。

## 概要
C64GSは、ヨーロッパでトップシェアを築いていたコモドール社の8ビットパソコン・コモドール64(C64)からキーボードを廃し、C64では側面についていたロムカートリッジスロットを上面につけるなどして、純粋なゲーム機としてデザインしなおした製品である。
C64をベースとしたコモドール製のゲーム機としては、遡ること1982年に日本でのみリリースされたマックスマシーンが存在したが、C64と比べてハードウェア的に削除されている部分がかなり大きくC64との互換性に乏しかったマックスマシーンとは違い、C64GSはシステム的にはC64からキーボードを取り払っただけの代物で、C64とほぼ完全な互換性を有していた。つまりC64用ロムカートリッジとしてリリースされたゲームをそのままC64GSでもプレイできることが売りであったが、しかしその「キーボードが無い」ことが仇となった。
北米でもリリースする予定があったが、ヨーロッパで商業的に失敗したため結局リリースされていない。

## 仕様
C64GSのスペックはC64とほぼ同じであるが、大きな違いとしてはシリアルバスやテープドライブポートが廃されている。もっとも基板上には存在しており、単に口が塞がれているだけである。1986年発売の廉価版C64であるCommodore 64Cと同じ基板を使っている。

### ハード内部
- CPU:
  - MOS 8500（オリジナル版C64のMOS 6510と大差は無い）
  - クロック: 0.985 MHz (PAL)
- RAM:
  - 64 KB (65,535 バイト)
  - 0.5 KB カラー RAM
- ROM:
  - 20 KB（7KBのカーネル空間、4KBの文字ジェネレータによって2KBx2組の文字セットを保有できる）

C64GSのROMはオリジナルのC64のROMと若干違いがある。一つ目はロムカートリッジが刺さっていないときにカートリッジを刺すように促す文字が出ることである。 もうひとつの違いはキーボードが無くても大丈夫だというメッセージを表示するコマンドであるが、こちらのコマンドは使用されなかった。
- グラフィック: MOS 8569、通称VIC-II (PAL)
  - 16色
  - テキストモード: 40 x 25
  - ビットマップモード: 320x200, 160 x 200 (multicolor)
  - ハードウェアスプライト：8枚、24 x 21 ピクセル
- サウンド:MOS 8580、通称SID音源
  - 3和音、ADSR
  - 4波形: 三角波、のこぎり波、可変パルス、ノイズ
  - オシレーターシンク・リングモジュレーション
  - プログラマブルフィルタ: ハイパスフィルタ、ローパスフィルタ、バンドパスフィルタ、ノッチフィルタ

### I/Oと電源
- I/Oポート:
  - Y/C（S端子、8-pin DINコネクタ） コモドール純正モニタに出力することも、RF端子に出力することも可能[1]。
  - コンポジット端子（音声はRCA端子）
  - 2 x D-subコントローラ端子（Atari 2600 互換）、ジョイスティックにも対応
  - カートリッジスロット
- 電源 : 外部電源入力9VACと5VDC ７ピンDIN

## ソフトウェア

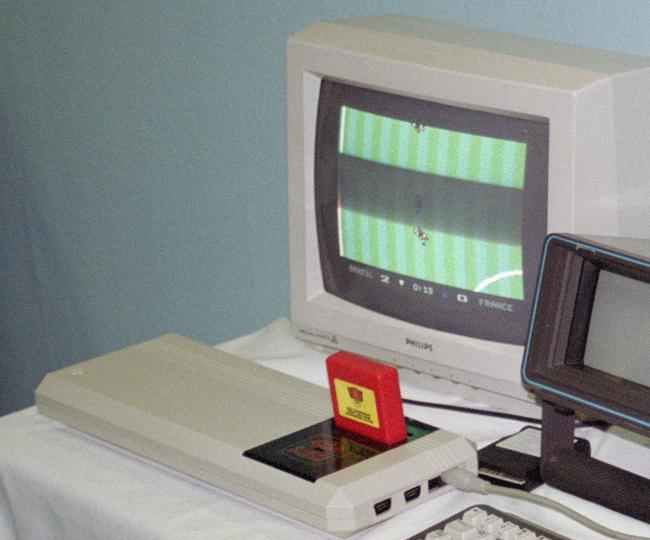
『International Soccer』をプレイ中

ヨーロッパのホビーパソコン市場ではトップシェアを築いており、カセットテープメディアを中心として多くのゲームもリリースされていた8ビットパソコンのC64だが、ロムカートリッジのみに対応する純粋なゲーム機としてデザインしなおされて市場に投入されたC64GSがゲーム機市場で成功するという保証はどこにも無かったため、C64GSを支持したソフトウェア会社は限られていた。しかし幾つかの大手ゲーム会社の支持は得られた。特にOcean Softwareは非常に積極的で、以前にカセットテープ版として出したソフトをクオリティを向上させた上でロムカートリッジに移植したり、カセットテープ版を出さずにロムカートリッジ版でのみの供給としたゲームも数多くリリースした。しかしその他の多くの会社は、以前C64用にテープメディアでリリースしたソフトを単にそのままロムカートリッジに移植して「C64GS対応」としただけであった。
C64GS本体には『Fiendish Freddy's Big Top O'Fun』、『International Soccer』、『Flimbo's Quest』、『クラックス』の4つのゲームがバンドルされていた。このうち『International Soccer』以外は先にC64用にカセットテープで出たソフトをC64GS用ロムカートリッジに移植しただけのものであり、『International Soccer』は1983年にコモドールがC64用のロムカートリッジとして出した旧作をそのままC64GS用ソフトとしてバンドルしたものである。
コモドール自身がC64GS用ソフトを新規にリリースすることは全くなかった。

## 市場での失敗

### キーボードが無かった
C64GSはリリース当初から問題に直面した。「C64GSはC64と完全な互換性を持ち、C64用ロムカートリッジがC64GSでプレイ出来る」との触れ込みであったが、実際にはC64用ゲームは本体にキーボードが存在することが前提でデザインされているものがほとんどであったため、キーボード無しのC64GSではまともにプレイできなかった。C64用ゲームは基本的にジョイスティックで遊ぶものであったため、キーボードを廃しても問題ないかと当初は思われていたが、ゲーム自体はジョイスティックだけで遊べる用にデザインされているにもかかわらず、「ゲームを開始するには何かキーを押してください」などと無意味にキーボードを使わせるソフトも多かった。プレイヤーはC64用ロムカートリッジを買ってきてC64GSに差し込んだ後で初めてそのことに気づかされた。

### 誇大広告
C64GSのリリースに先駆けて、コモドールは誇大な広告を行った。C64のゲーム雑誌である「Zzap!64」では、「コモドールが12月（2ヵ月後）までに100タイトル用意することを約束した」と書かれている。が、実際は28タイトルしか出なかった。しかもほとんどがカセットテープ版の旧作の焼き直しで、さらにほとんどがOceanからのリリースであった。この28タイトルのうち、新作は実に9タイトルのみである。それでもOceanただ一社のみが「タイトルをリリースする」という公約を守り続けたのだが（ただし目玉タイトルの一つであったタイトーの『オペレーションサンダーボルト』の移植は失敗した）、ほかのソフト会社はソフトのリリースを公言しつつも結局リリースすることはなかった。
奇しくも同じ1990年には、ヨーロッパでC64と競合するAmstrad CPCを擁するライバルのアムストラッド社が、CPCを基にしたゲーム機GX4000をイギリスでリリースし、C64GSと同じ過ちを犯して失敗している。

### その他の理由
- C64用ゲームをC64GSに移植するメーカーの腰が重かった。これはせっかく移植を製作したのにC64GSと言うハードがコケた場合のリスクと、「移植を鋭意製作中」などとゲーム雑誌で公言したのに移植に失敗してしまって非難されるリスクの両方を考えてのことである。ただし、C64GS用にリリースしたロムカートリッジはC64でも普通に使えたため、C64GS支持を前面に出していたOceanにしても、特別大きなリスクを背負っていたと言うわけでもなかった。
- まともにゲームが出来ないC64GSよりも、普通にゲームが出来るC64の方を買うユーザーが多かった。元々1982年の発売の時点でパソコンとしては非常に安価なことが売りだったC64だが、C64GSが登場した1990年頃にはさらに値が下がっており、既にゲーム機並みの価格になっていた。
- 史上最も売れた8ビット機であるC64を元々所有している人が多く、わざわざC64GSを買うまでもなかった。
- C64GSはロード時間は短いが価格が高いロムカートリッジ版ゲームしかプレイできなかった。一方C64はロード時間は長いが価格が安いカセットテープ版ゲームもプレイできた。
- そもそも1982年の発売であり低性能なC64と同じ性能では、既にアメリカに上陸していたSNES（スーパーファミコン）とSEGA GENESIS（メガドライブ）にはかなわなかった。1990年の時点では8ビット機もまだ人気があったが、1992年までにはC64を始めとする8ビット機のゲーム市場は終焉に追い込まれることになる。
- 「パソコンのC64をゲーム機としてリリースする」というのがC64GSのコンセプトだが、ジョイスティック端子とロムカートリッジスロットは既にC64にも存在していたため、いかにもパソコン風のキーボードが付いているにもかかわらず「C64はパソコンでなくてゲーム機である」と思い込んでいる人が多かった。そのため「既にC64と言う『ゲーム機』があるのにわざわざC64GSをリリースする」と言う形になった。

コモドールは数年後にAmiga CD32で再びゲーム機市場に挑戦した。Amiga CD32はC64GSよりは成功したと言えるが、「パソコンのAmigaをゲーム機としてリリースする」と言うコンセプトのAmiga CD32はC64GSとほぼ同じ理由で失敗に終わっている。